# Sciopèn
Sciopèn (també coneguda com a Chopin) és una pel·lícula de comèdia Italiana del 1982 dirigida per Luciano Odorisio. Va ser rodada en 16 mm i en presa directa. Chieti, bressol del director, va ser escollit com a escenari d'una comèdia de costums que volia representar amb ironia i sarcasme el món provincial italià, l'atmosfera del qual es reflecteix en el ritme lent de la pel·lícula.

## Argument
Alguns notables ciutadans de Chieti elaboren un projecte per reconstituir una gran orquestra permanent de la ciutat, amb cent vint elements i una programació internacional d'alta qualitat. El fet desencadena una ràfega de xafarderies, baralles i petites enveges, guiats expertament per un advocat intrigant i presumptuós, sobrenomenat Sciopèn, perquè de jove havia fet passar per pròpia una composició de Frederic Chopin. Tot porta a una rivalitat artificial entre dos amics de la infància, Francesco Maria Vitale i Andrea Serano, tots dos músics, tots dos d'una quarantena d'anys, ambdós enfrontats a la crisi de la mitjana edat i preguntant-se cadascun si l'altre ha pres les opcions d'una vida millor.
Serano, un cop graduat, va abandonar la ciutat per a una carrera prestigiosa a Milà. Tanmateix, després de l'èxit inicial, es va veure reduït a escriure temes musicals per a telenovel·les. L'altre, Vitale s'ha quedat sempre a Chieti, on té una feina estable com a professor de música en escoles públiques. El seu moment de glòria arriba un cop l'any, quan dirigeix la coral Miserere a la processó de Divendres Sant. Tots dos aspiren a ser nomenats directors de la nova orquestra fantasma, per tal de renovar les carreres amb les quals estan insatisfets.
Al final, el projecte no arriba a port, però es desvetllarà la tendència a intrigar, escoltar rumors, amors traïts i totes les mostres socioculturals pròpies de la vida provincial.
Quan Serano marxa cap a Milà, Vitale corre cap a l'estació per acomiadar-se. Tots dos decebuts, renoven la seva amistat i intenten recuperar l'optimisme amb unes frases estereotipades.

## Repartiment
- Michele Placido: Francesco Maria Vitale
- Giuliana De Sio: Marta Vitale
- Adalberto Maria Merli: Andrea Serano
- Guido Celano: Cesare Serano '’zio Cesarin'’
- Tino Schirinzi: Nicolino
- Fabio Traversa: Vittorio
- Lino Troisi: Lawyer Gianni D'Angelo
- Anna Bonaiuto: Laura Serano

## Premis
La pel·lícula va entrar a la competició a la 39a Mostra Internacional de Cinema de Venècia, en la qual va guanyar el Lleó d'Argent al millor primer treball. Odorisio va ser guardonat com a millor director novell al Festival Internacional de Cinema de Sant Sebastià, mentre que Tino Schirinzi va guanyar un Nastro d'argento al millor actor secundari.